# Robert Sawtell
Pour les articles homonymes, voir Sawtell.
Robert Sawtell dit Bob Sawtell, né le 29 septembre 1950, est un ancien arbitre canadien de soccer.

## Carrière
Il a officié dans des compétitions majeures : 
- Coupe du monde de football des moins de 20 ans 1991 (1 match)
- Gold Cup 1993 (2 matchs dont la finale)